# Apostolisch vicariaat Inírida
Het apostolisch vicariaat Inírida (Latijn: Vicariatus Apostolicus Iniridanus) is een rooms-katholiek apostolisch vicariaat met als zetel Inírida, in Colombia. Het apostolisch vicariaat is vrijgesteld en valt als immediatum direct onder de Heilige Stoel, zonder te behoren tot een kerkprovincie. 

## Geschiedenis
Het apostolisch vicariaat werd opgericht op 30 november 1996, bij de opsplitsing van het apostolisch vicariaat Mitú-Puerto Inírida en ontving ook delen van de apostolische prefectuur Vichada. 

## Parochies
Het apostolisch vicariaat had in 2020 een oppervlakte van 86.000 km2 en telde 44.880 inwoners. In 2017 was 30,9% van de bevolking rooms-katholiek.

## Apostolisch vicarissen
- Antonio Bayter Abud (30 november 1996 - 3 december 2013)
- Joselito Carreño Quiñonez (3 december 2013 - heden)